# Al-Mubarraz
Al-Mubarraz (arab. ‏المبرز‎) – miasto w Arabii Saudyjskiej (prowincja Asz-Szarkija), w oazie Al-Ahsa, w zespole miejskim Al-Hufuf; 287 tys. mieszkańców (2005); główny ośrodek handlowy (daktyle, bawełna, warzywa) i usługowy północnej części zespołu miejskiego; zakłady włókiennicze i olejarskie; rzemiosło.